# 住友財閥
住友財閥（すみともざいばつ）は、三井や三菱と並ぶ日本三大財閥の一つ。現在の住友グループ。1590年に愛媛県新居浜市で創業した別子銅山（現在の住友金属鉱山）が源流である。世界で最も古い歴史を持つ財閥である。
三井財閥、三菱財閥とともに戦前の三大財閥の一つである。

## 始祖・家祖・業祖の3人がいる財閥のルーツ
桓武天皇の曾孫・高望王の二十二代目に備中守忠重が現れ、「住友姓」を称し、室町将軍に仕えたとされている。いわば、この武家である住友忠重が「始祖」ということになるのだが、住友家には、家祖と業祖と2つの創業者が存在する。
家祖といわれるのは、忠重から数えて八世にあたる住友政友で、この人が武士から僧侶となり、そののち還俗して京都で書籍と薬を商う「富士屋」を開き、商家・住友家を興した。
業祖といわれるのは、政友の姉婿にあたる蘇我理右衛門（大阪府東大阪市）で、この人は南蛮吹きといわれる銅精練の技術を開発し、天正18年（1590年）京都市に銅吹所を設けた。のちにこの銅吹所が住友家の家業となったので理右衛門を「業祖」と崇めた。政友には一男一女があり、一男・政以は父の商売「富士屋」を継ぎ、一女は政友の姉婿にあたる理右衛門の長男・理兵衛友以を養子に迎え、ここで「家祖」と「業祖」が結合する。しかも理右衛門の妻は政友の姉であるという密接な関係だったが、この代でさらに両家の血が結合したことから、住友二代目は友以が継いだ。
以後、住友家は代々「泉屋」の商号で銅銀商を営むことになる。なお、現在の三井住友銀行事務センター（大阪市中央区島之内1丁目）は「住友銅吹き所跡」に建てられている。

## 江戸時代
住友二代目友以は先見の明があり、商売を大きくするには京都では狭すぎると寛永元年に、商業の中心になりつつあった大坂へ出張所を出し、寛永7年には本式に大坂淡路町一丁目に移った。ちょうど江戸時代に入るころで、銅は当時一大輸出品であり、住友の銅精錬業は大いに栄えた。これが住友財閥の起源である。そして銅貿易に関与するようになり、その関係から糸、反物、砂糖、薬種等の輸入品を大坂・京都方面で売り捌くなど商業にも手をのばした。そして得た利益で両替商を開業するようになった。
住友二代目のあとを継いだ友以の五男・友信は住友吉左衛門と名乗り、秋田の阿仁銅山、備中の吉岡銅山などの経営に乗り出し幕府御用の銅山師となって日本一の銅鉱業者へと発展させる。一方で友以の末子・友貞は前述の両替商を大坂と江戸で開始している。これが寛文2年（1662年）のころで住友家は江戸時代前期において鉱業と金融業を握るコンツェルンを確立し、慶応初期には住友は、日本の四大資産家の1つにあげられていた。ちなみに三井家が江戸に進出し「越後屋呉服店」を開いたのは延宝元年（1673年）で住友家より10年遅れてのことである。
幕府御用達となった友信以来、住友家当主は代々吉左衛門を名乗ることになるが、なんといっても住友財閥の大躍進の基となったのは、二代目吉左衛門友芳が元禄4年（1691年）に開発した別子銅山（現在の愛媛県新居浜市）によってである。この別子銅山は昭和48年（1973年）に閉山されるまで、282年間にわたり銅を産出し続け、総産出量は銅地金として75万トンにおよび、住友のドル箱となった。その功績を称えた住友家では、この友芳を「中興の祖」としている。

## 明治時代
友以・友信・友芳の三代を通じて江戸期の住友家は興隆期を迎えるが、やがて明治維新を迎えるとき、一大危機に遭遇する。江戸幕府のすべての決定と特権を廃止した新政府の法令によって、土地所有権と有用鉱物の採掘権は切り離された。慶応4年1月の薩摩藩による大坂鰻谷の銅蔵閉鎖、同年2月の土佐藩による別子銅山の差し押さえの異常事態となり住友は鉱山および銅蔵にたいする統制力を失った。銅山は幕府の財産であったために、銅蔵の莫大な銅備蓄は差し押さえられた。その対応を一歩誤れば、住友の経営は行き詰まることが必至であった。住友家の番頭広瀬宰平がその難局を乗り切り、住友の大阪本店における経営の実権は老分鷹原源兵衛、支配人今沢卯兵衛から広瀬の手に移り、広瀬は翌年の明治2年1月、「諸事更新」の方針を打ち出した。
広瀬のこうした企業者活動の基調には、ひとつは家業経営の再建や、その近代化を意図するところがあったが、それと同時に、国益志向性の強い経営理念がみられた。広瀬は別子銅山の関連事業を中心として経営の多角化を進めた。神戸における銅売捌出張所（明治4年）大阪富島町での並合業（倉庫業と金融業との兼営）の開始（明治6年〜7年の頃）、別子銅山の飯米確保のため大阪島屋新田・恩貴島新田の経営（明治11年）、京都・滋賀での製糸工場の設立（明治13年・20年）大阪製銅の設立（明治14年）、関西貿易社の創設（同年）、大阪商船の設立（明治17年）、神戸での再製茶業の開始（明治21年）、福岡県の庄司炭坑・忠隈炭坑の買収（明治26年・27年）などが相次いで実施された。こうした多角事的事業経営を支えたのは、いうまでもなく別子銅山の経営であった。

### 住友家法
明治15年1月、住友家では、伝統的家業経営から近代企業経営へと大きく転換していく中で、当時住友家総理人であった広瀬宰平は、第十二代家長住友友親の命を受けて、「住友家法」を制定した。これは本店重任局の田辺貞吉を中心として編集事業が進められていたもので、全編十九款一九六カ条から成る詳細な規定となっていた。
この家法では住友の伝統精神が明示されるとともに、明治維新の大きな転換期に対処するための組織や方法が具体的に記載されている。

### 営業要旨
1891年（明治24年）10月、それまでの家法は「住友家憲」（全十四ヵ条から成る）と「住友家法」（第一編十七章・第二編六章から成る）とに分けられ、家憲では家長の職責が規定され、また家法においては事業運営の方法が法制化された。
これによって、「三井の番頭政治」「三菱の独裁政治」に対して「住友の法治主義」という特色が出来上がった。また、営業要旨として家法の冒頭に二つの条文に分けて掲げられている。
- 第1条 我営業ハ信用ヲ重ジ、確実ヲ旨トシ、以テ 一家ノ鞏固隆盛ヲ期ス
- 第2条 我営業ハ時勢ノ変遷、理財ノ得失ヲ計リ、弛張興廃スルコトアルベシト雖モ、苟モ 浮利ニ趨リ、軽進スベカラズ

## 歴代社長・総理事

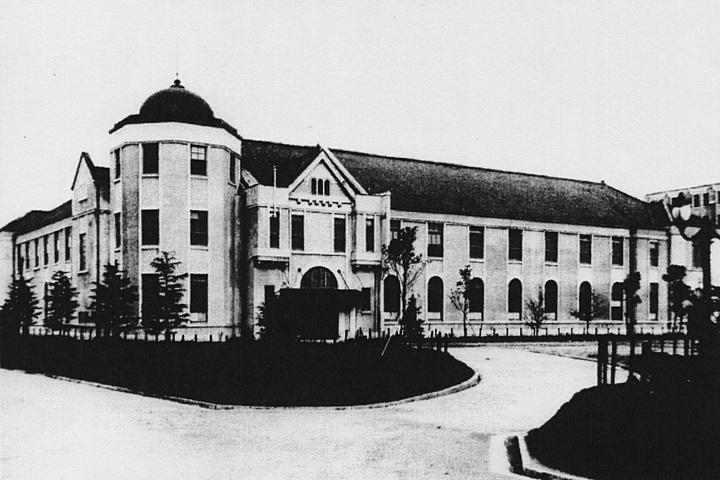
旧住友合資本社社屋
（1927年に関西大学に譲渡・移築され、同大学本館として1954年まで使用された）

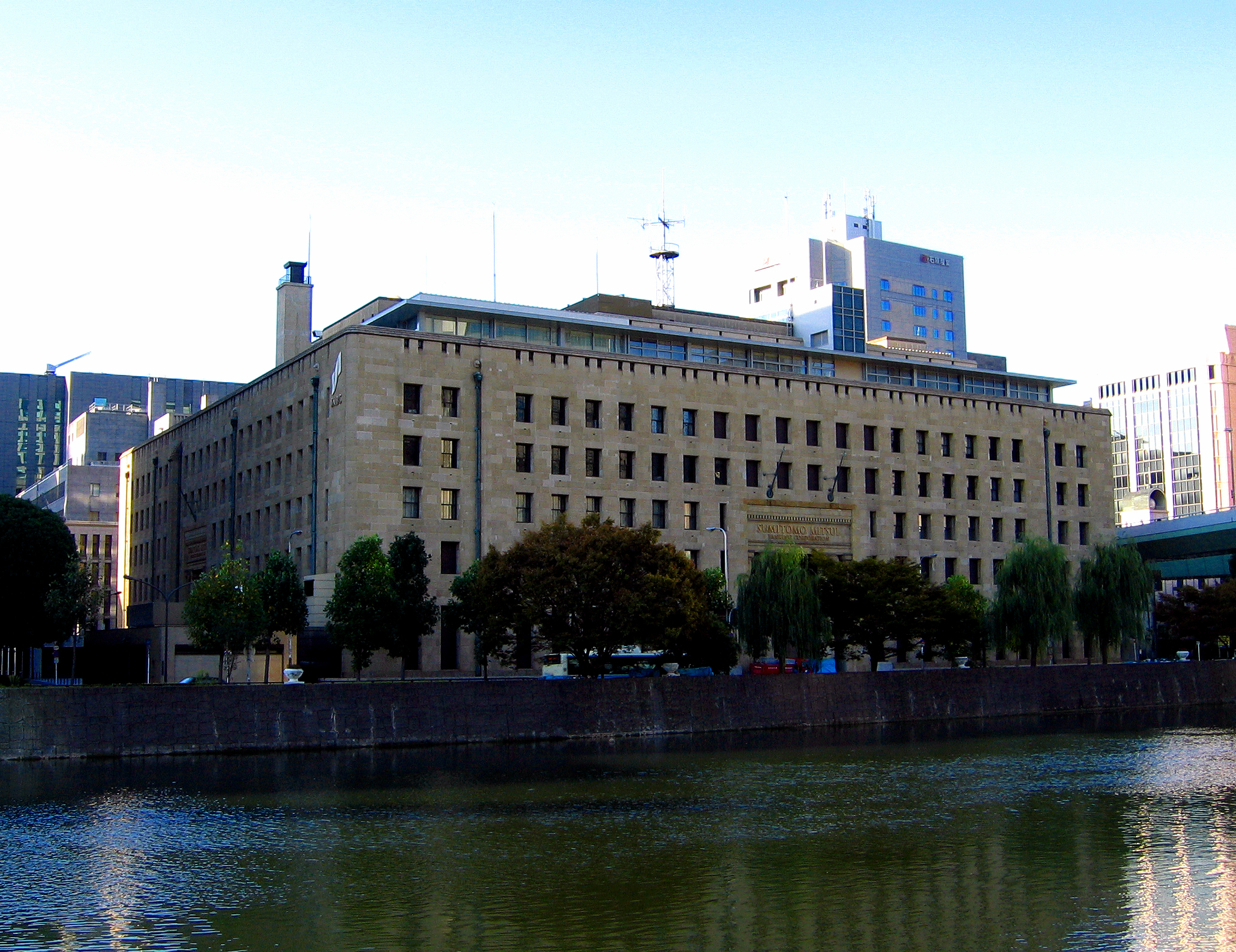
大阪市中央区北浜／旧住友本社
設計：長谷部竹腰建築事務所

明治以降の住友の経営は、広瀬をはじめとする大番頭（総理事）にまかされ、以後伊庭貞剛（第2代総理事）、鈴木馬左也（第3代総理事）といった名総理事に恵まれ、銀行、倉庫、保険など多方面に進出した。
その一方で住友家当主は、持ち株会社住友合資、住友本社の代表となり、「君臨すれども統治せず」といった経営分離の方式を貫き、次第に経営の中心からは身を引いて財閥統合のための象徴的存在へと変わっていった。
- 1877年（明治10年） - 広瀬宰平が住友家総理人となる。
- 1894年（明治27年） - 広瀬宰平が総理人を退任。伊庭貞剛が住友の諸事業を主宰。
- 1900年（明治33年） - 伊庭貞剛が第2代住友本店総理事に就任。
- 1904年（明治37年） - 鈴木馬左也が第3代住友本店総理事に就任。
- 1909年（明治42年） - 住友本店を住友総本店と改称。
- 1921年（大正10年） - 住友総本店を住友合資会社に改組。住友友純が社長に就任。
- 1922年（大正11年） - 中田錦吉が第4代住友合資会社総理事に就任。
- 1925年（大正14年） - 湯川寛吉が第5代住友合資会社総理事に就任。
- 1926年（大正15年） - 住友友成が住友合資社長に就任。
- 1930年（昭和05年） - 小倉正恒が第6代住友合資会社総理事に就任。
- 1937年（昭和12年） - 株式会社住友本社設立。住友合資会社は解散[6]。住友友成が社長に就任。
- 1941年（昭和16年） - 古田俊之助が第7代住友本社総理事に就任。
- 1946年（昭和21年） - 古田俊之助が住友本社総理事を退任。

## 財閥解体
終戦時に住友本社が投資していた会社は120社におよび、これらの会社の公称資本金総額は100億円にのぼる規模であった。もっとも住友本社の持株比率が10%を超えるもの（いわゆる直系、準直系、特殊関係会社）に限定すれば、内外地合わせ29社であった。
しかし住友財閥の最大の特色は、第一に重化学工業中心であったこと、第二に商業部門をもたないことにあった。資本投下が金属工業・機械工業・化学工業・鉱業などに集中しており、繊維工業や商業部門への投資は皆無であった。住友本社の重化学工業部門の払込資本金比率は87%におよび、圧倒的重化学工業財閥の実勢力をしめしていた。そして重工業財閥として、直系の生産会社はすべて軍需会社の指定を受けていたのである。住友にとって敗戦は幕末維新期以来の危機であった。軍需工場として膨張しきっていたうえに、主力工場は空襲で壊滅的打撃を受け、しかも荒廃と混乱のなかで、民需転換は容易に望めなかったからである。
1945年（昭和20年）8月、住友では、日本の敗戦が決定的になると、本社事務所の疎開先である京都衣笠の別邸に本社の課長以上の者を集め、戦後対策の検討を始めた。そこでの中心議題は、戦後復興、事業転換方策、人材離散を防ぐ方策などであった。9月になって、これらの問題や財閥解体などに対処するために次の五原則を定めた。
- 拡張しきった各方面の事業の収拾をはかるとともに、人材の離散を防ぎ、それぞれにできるかぎり仕事を与える。そのための新事業を企画する。
- 海外引揚者とその家族の援護を十分にする。
- 住友本社と住友各社の債権者にできるかぎり誠実に対処する。
- 住友の全事業をできるだけ滅ぼさずに転換し、将来民族と国家の繁栄につながるようにする。
- 極力累を住友家に及ぼさない。

ついで、9月10日と9月11日の2日にわたって、各社幹部50名をまじえて「事業転換方策懇談会」を開いた。本社側から戦後の一般情勢と本社解体の方針について説明、各社から復興のための方策と事業転換について報告がなされ、本社企画課が準備した新規事業計画案には、商事・製塩・水産・セメント・出版などの事業があがったが、商事会社設立のほかに種々の難点があった。このようにして住友では、商事会社の設立、化学工業の肥料生産への転化、金属工業の車輌工業への転化などの準備が進められた。
ちなみに、住友金属の場合は、全国18工場のうち大阪の車輌工場と尼崎のパイプ工場だけを残して、16工場を閉鎖、10万人の従業員を5千人に減らすという徹底した合理化をともなうものであった。これは春日弘（当時社長）陣頭指揮の下による日向方斉（当時企画課長）の住金再建案として知られており、実際にそのとおりに断行された。
10月初旬以来、住友とGHQおよび中央諸官庁との折衝が頻繁となり、10月5日、常務理事北沢敬二郎と監事大島堅造がGHQに出頭して経済科学局長レイモンド・C・クレーマーに会い、住友本社が単なる持株会社でなく現業部門をもつこと、住友家当主は日常の仕事に関与せず総理事が実権を掌握していること、住友家は政治に関係していなかったことなどを説明、当時戦犯のうわさのあった当主の立場を釈明した。
10月18日、クレーマーは自ら大阪にきて、住友本社で総理事古田俊之助と会談した。この席上クレーマーの質問は、当主住友吉左衛門の事業責任にも及んだが、古田は敢然と無関係無責任であると答えた。そして翌10月19日、住友本社理事会は自発的解体、すなわち本社の解体と傘下企業に対する統轄の廃止を決定し、家長の決裁を得た。
住友が三井や三菱とくらべて解体に順応的にあった理由としては、監事の大島堅造が大内兵衛、田村幸策の両者とともにGHQの非公式顧問であって、情報が得やすかったことのほかに、安田財閥の自発的解体が後押しとなった。こうして住友では、早くも10月24日に本社・連系会社の全主管者を招集して次のように内示した。
- 住友本社を解散する
- 住友本社の現業部門については農林業・鉱業部門は住友鉱業へ移管する。
- 代表取締役住友吉左衛門、同古田俊之助以下住友本社の取締役・監査役は全員辞任する。
- 上にともない住友系各社はそれぞれ自主独立の会社として事業の経営にあたる。
- 住友系各社の社名中「住友」の名称はこれを避けることとし、逐次社名を変更する。

このようにして11月4日に日本政府から「持株会社の解体に関する覚書」が提示され、これを承認する形で総司令部からこの件に関する覚書が発せられた。これによって持株会社整理委員会を通じて財閥解体を実施するという具体的な方向が決定した。
しかし、同委員会の発足が遅れたので、住友では法律上の解散に先立って事実上の解散を行うことを決め、1946年（昭和21年）1月21日の臨時株主総会で役員の更迭をおこない、解体処理にあたる役員だけを残して、古田総理事以下主要役員は一斉に辞任した。ここに住友本社の傘下企業に対する統轄は完全に消滅し（法律上は2年後）住友の歴史は一応ここで断絶することになった。

## 現在（財閥解体後から現在）
財閥解体後の1949年（昭和24年）、住友各社の協力関係を維持するため、住友直系12社の社長によって構成される白水会が設立された。結成当初、白水会は秘密会であったが、1950年代前半にはその存在を明らかにする。「結束の住友」と言われるように、住友グループは戦後の混乱期に三井、三菱の他財閥にさきがけいち早く社長会による集団指導体制を確立し、連帯意識の統一に成功した。
現在は、グループの中核・住友銀行が三井グループの中核銀行（さくら銀行）と合併して三井住友銀行が誕生したことに伴い、金融面では三井住友フィナンシャルグループが誕生し、他業種でも住友系と三井系の企業の合併や業務提携が相次いだ。
もっとも、旧住友財閥系の企業からなる住友グループ全体の売上高は約42兆円に達し、これは日本のGDPの約10%を占める規模である。また、住友商事は、住友家の不動産資産を譲り受けてスタートしたことから、住友の本流を受け継いでおり、旧住友本社の資産を住友不動産が引き継いでいる。

## 結束の住友
上述のとおり、住友財閥は「組織の三菱」「人の三井」に対して「結束の住友」と呼ばれる。安宅産業破綻時、創業者が社費で購入した美術品は財産処分の一環として放出される予定だったものの当時の住友銀行頭取であった磯田一郎が、美術品が国内外に分散流出するのを惜しみ、銀行の一存ではこれを阻止できなかったため、住友グループ各社から寄付を募り、住友の結束力で放出を防いだ。

## かつて、旧財閥系列の系譜をくんでいた主要企業
- ヤマハ（旧日本楽器製造→日本楽器〈ヤマハ〉）
  - ヤマハ発動機（同上のオートバイ部門が分離、のちにマリン・レジャー・EV等に進出）
- 関西電力
  - 山陽電気鉄道（阪神電気鉄道翼下）
  - ダイビル（旧大阪建物、商船三井〈旧大阪商船→大阪商船三井船舶〉系列）
  - ダイヘン（旧大阪変圧器、現在の関西電力の支援を受け、関西財界により設立）
- NEOMAX（旧住友特殊金属）→ 現親会社の日立金属への吸収合併により解散（現在の日立金属株式会社 NEOMAXカンパニー）
- 小倉興産（アドバンテッジ・パートナーズ傘下を経てアパマンショップグループへ）
- 昭和精機工業（旧ヤンマーディーゼル系→アーク系）
- 川崎重工業（戦時中に旧山下汽船と合わせて発行済み株式の25%前後を取得していた。これが後の“川崎（グループ）の住友アレルギー”と言われる原因となった）
- 大阪商船（後の大阪商船三井船舶→商船三井、関西財界により設立）

## 病院
- 住友病院[7]
- 住友別子病院[8]

## 学校
- 住友私立職工養成所 (住友工業学校を経て尼崎市立尼崎産業高等学校) 平成25年3月閉校。[9][10]